# جمرك شمالي
جمرك شمالي (بالفارسية: جمرک شمالی) هي قرية تقع في Howmeh Rural District في إيران. يقدر عدد سكانها بـ 30 نسمة .